# Casas de fuego
Casas de fuego es una película argentina dramática-histórica de 1995 dirigida por Juan Bautista Stagnaro y protagonizada por Miguel Ángel Solá, Pastora Vega y Carola Reyna. Se estrenó el 31 de agosto de 1995 y fue ganadora de siete premios, entre ellos el Cóndor de Plata y el Kikito de Oro, del Festival de Gramado, como Mejor Película.
La historia se centra en los primeros abordajes de la enfermedad de Chagas y cómo, después de conocer las investigaciones de Carlos Chagas en Brasil, el médico argentino Salvador Mazza lleva a cabo sus investigaciones intentando completar el cuadro de esta problemática. El filme plasma además la denodada lucha del sanitarista en pos de salvar la vida de personas postergadas por el sistema y sin acceso a la atención de su salud, y su esfuerzo para poder conseguir los subsidios y apoyos necesarios de una sociedad política hipócrita y una comunidad científica poco interesada.
Además de su indiscutible valor cinematográfico e histórico, el filme resulta un recurso educativo que trasciende generaciones y espacios de formación.

## Base del filme
El Chagas es una enfermedad causada por un parásito (Trypanosoma cruzi) que se transmite a través de insectos hematófagos conocidos como vinchuca, chinche besucona, barbeiro, chipo, pito, entre otros; durante la gestación o el parto de una persona infectada; a través del consumo de alimentos o bebidas contaminadas con el parásito; o por transfusión de sangre infectada. Existen en el mundo al menos 6.000.000 de personas con esta infección. A pesar de estas cifras, el Chagas pertenece al grupo de las llamadas “enfermedades desatendidas”, por el poco interés de la industria farmacéutica en su investigación y en el desarrollo de nuevos productos para su tratamiento.
La causa de este olvido puede intuirse, en parte, observando el contexto de ocurrencia histórica del problema: las zonas rurales de América Latina donde los insectos vectores se alojaban/alojan en las viviendas de las personas. Como inicialmente estas viviendas eran construidas principalmente con adobe, se sostuvo una asociación casi unívoca entre este material y la presencia de estos insectos y se promovió la eliminación de las casas así fabricadas, de allí deriva la idea del título del film: Casas de fuego. Sin embargo, actualmente se sabe que esa idea aportó a una estigmatización de la personas que aún construyen con esos métodos tradicionales cuando la proliferación de los insectos vectores del tripanosoma no depende del material con el que está construida una vivienda sino de cuestiones estructurales que se pueden encontrar en casas u otras estructuras de cualquier material.

## Sinopsis
La historia se centra en la vida de Salvador Mazza, el primer médico argentino que estudió la problemática de la enfermedad conocida como Mal de Chagas en Argentina, y su lucha para lograr la erradicación de la misma, estrechamente ligada a las condiciones deplorables que afrontaba la clase baja rural argentina desde el siglo XIX y durante el siglo XX. Mazza debió luchar contra la indiferencia y el desprecio de sus superiores y colegas, que llegan a echarlo de la Academia Nacional de Medicina, sumado al desdén y egoísmo de las clases dominantes en los pueblos rurales. De manera abnegada, y mientras continúa su lucha para realizar su trabajo junto a un grupo de colaboradores y su esposa, Mazza se instala en la provincia de Jujuy, donde funda la Misión de Estudios de Patología Regional Argentina (MEPRA), un instituto cuya meta es diagnosticar y estudiar las enfermedades desconocidas del norte argentino, entre ellas el Chagas.

## Reparto
- Miguel Ángel Solá como Salvador Mazza
- Pastora Vega como Clorinda Razori
- Alex Benn ... Hoover Miller
- Carolina Fal como Elsa Conrad
- Humberto Serrano como Arce
- Carola Reyna como Jeanette
- Harry Havilio como Zavalía
- José Luis Alfonzo como Doctor Kuhn
- Alfa Bidondo como Médico Mepra
- Carlos Campos como Médico Mepra
- Suna Rocha como Madre de Luisa
- Valeria Mostajo como Luisa
- Marcos Woinsky como Padre Kovacs
- Adán Cesarini como Gobernador
- Heimo López Calero como Empleado de correos
- Alejandro Fidalgo como Flautista
- Marcelo Prieto como Violinista
- Nora Zinsky como Agustina
- Boy Olmi como Reynal
- José García Marino como Hombre rural
- Roberto Palma como Banda musical
- Juan Carlos Caranci como Banda musical
- Olegario Luján como Banda musical
- Óscar Miguez como Banda musical
- José Waldemeyer como Banda musical
- Roberto Lorio como Krauss
- Fabián de Lucas como Leñador
- Fernando Llosa como Académico
- Alejandro Aldana como Policía
- Hugo Sosa como Policía
- Rubén Iriarte como Periodista
- Damián Guerra como Periodista
- Honoria Torre como Amiga de Agustina
- Martín Reinaga como Hombre muerte Miller
- María Lorenzutti como Beatriz
- María Dorila Lanz como Mujer de la cooperadora
- María Francisca Álvarez como Mujer de la cooperadora
- Marta Gimeno como Mujer de la cooperadora
- Mario Machado como Cadáver
- Bruno Stagnaro como Pastor
- Paolo Fiorini como Oculista
- Matías Latessa como Miller Jr.
- Rodolfo Gelos como Periodista
- Alberto Ivern ... Periodista
- Aldo Barbero ... Voz
- Diego Leske ... Voz
- Rogelio Cormanich ... Voz
- Roberto Zerda ... Voz
- Ricardo Alaniz ... Voz
- José Benito ... Voz

## Premios
- 1995, Festival Internacional de Shanghái, premio especial del jurado.[1]
- 1995, Festival Internacional del Nuevo Cine Hispanoamericano de La Habana, premio especial del jurado. [1]
- 1995, Festival de Gramado (Brasil), Kikito de Oro - nominada a mejor película. [1]
- 1995, XX Festival de Cine Latinoamericano de Trieste (Italia) - nominación a mejor película.[1]
- 1995, Festival internacional de Cuzco (Peru) - mejor película.[1]
- 1995, Festival de CineIberoamericano de Huelva (España) , mención especial del jurado.[1]
- 1995, Cóndor de Plata de la Asociación Argentina de Críticos de Cine, mejor película, mejor director, mejor actor (Miguel Ángel Solá), mejor guion y revelación masculina (José Luis Alfonzo). Mejor fotografía Esteban Courtalón. [1]